# Josep Prat i Bonet
Josep Prat i Bonet (Berga, Berguedà, 1894 - Córdoba, Argentina, 1936) va ser un esperantista, sindicalista i catalanista emigrat a l'Argentina.
Josep (José o Josefo) Prat i Bonet es va convertir en pioner del moviment esperantista argentí, essent soci fundador d'entitats locals i de l'Associació Argentina d'Esperanto. El 1914 es trobava a París per participar en el 10è Congrés Mundial d'Esperanto quan l'esclat de la guerra va impedir-ne la celebració i va fer que Prat i Bonet hagués de passar penalitats per tal de poder tornar a Amèrica. Pacifista convençut, en tornar a Argentina va fer diversos discursos emfasitzant la relació entre pacifisme i esperantisme.
D'altra banda, a l'Argentina també va desenvolupar altres de les seves inquietuds. Una de les més conegudes fou la seva dimensió com a líder catalanista. Així, va ser soci fundador de l'Orfeó Català i membre molt actiu del Casal Català de Buenos Aires on va portar a terme diverses activitats culturals. També és coneguda la seva acció com a sindicalista. El 2014 la seva neta va escriure la història de Josep Prat i Bonet a una revista esperantista brasilera.